# جيمس أ. بليسدل
جيمس أ. بليسدل (بالإنجليزية: James A. Blaisdell)‏ هو أكاديمي أمريكي، ولد في 1867 في بلويت في الولايات المتحدة، وتوفي في 1957 في كلاريمونت في الولايات المتحدة.